# The Astral Files
Albums de Astral Projection
Trust In Trance 3
(1996) Dancing Galaxy
(1997)
The Astral Files est un album d’Astral Projection sorti en 1996.

## Liste des pistes
| No  | Titre                                              | Durée |
| --- | -------------------------------------------------- | ----- |
| 1.  | Ionized                                            | 7:23  |
| 2.  | Zero                                               | 5:56  |
| 3.  | Enlightened Evolution (Remix)                      | 7:20  |
| 4.  | Free Tibet                                         | 7:40  |
| 5.  | Maian Dream                                        | 7:01  |
| 6.  | Kabalah (New Age Mix)                              | 9:12  |
| 7.  | Time Began With The Universe (The End Of Time Mix) | 7:23  |
| 8.  | Utopia (Concept Remix)                             | 7:48  |
| 9.  | Electronic                                         | 9:03  |
| 10. | Ambience                                           | 7:41  |